# Општина Балачи (Телеорман)
Балачи (рум. Balaci) општина је у Румунији у округу Телеорман.
Oпштина се налази на надморској висини од 148 m.